# Melasa zapachowa
Ten artykuł opisuje teorie, metody lub czynności niezgodne ze współczesną wiedzą medyczną.

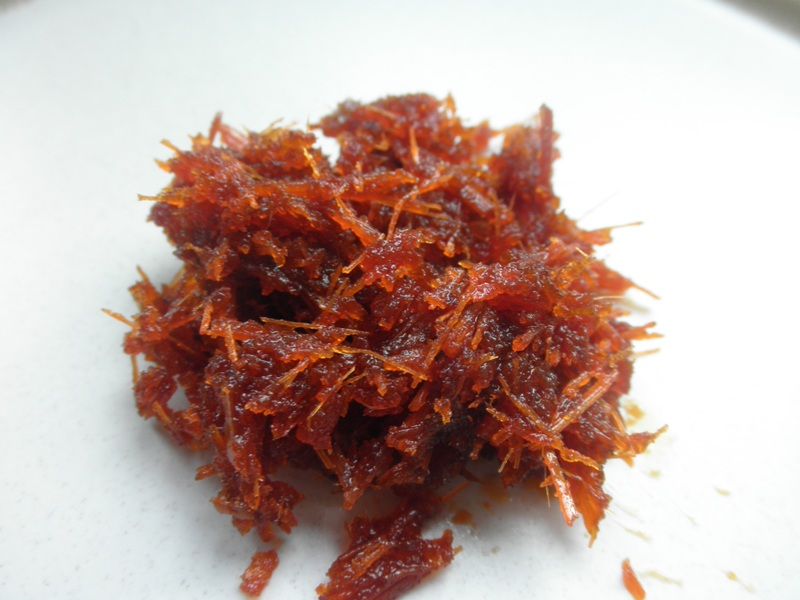
Masa aromatyczna, widoczne rozdrobnione otręby do peelingu

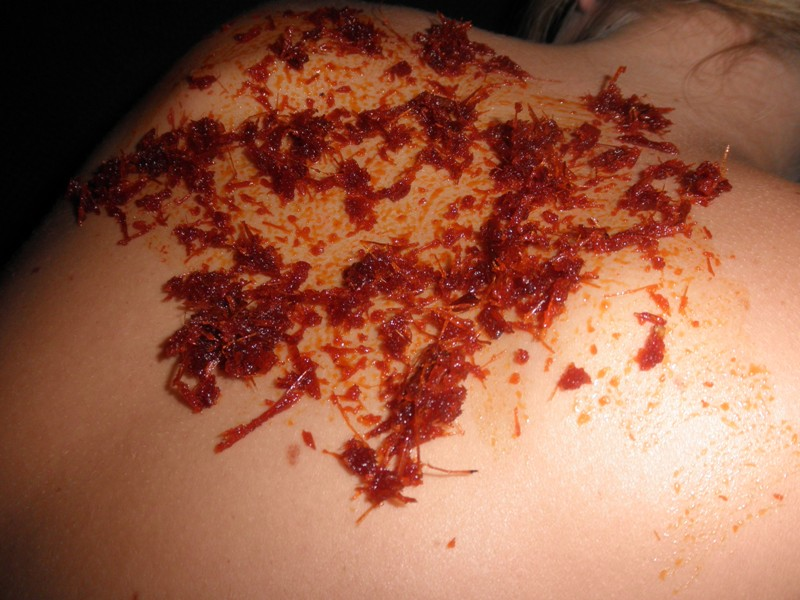
Melasa zapachowa podczas zabiegu kosmetycznego

Melasa zapachowa (masa aromatyczna) – jest to mieszanina rozdrobnionych otrębów trzciny cukrowej, melasy z trzciny cukrowej, glukozy, gliceryny oraz naturalnych aromatów.
Bywa stosowana w ramach aromaterapii, która opiera się na zastosowaniu leczniczych i terapeutycznych właściwości roślin, wprowadzanych do organizmu poprzez drogi oddechowe (wąchanie, inhalacje) lub przez skórę (masaż, kąpiel, kosmetyki). Melasa zapachowa jako środek aromateuptyczny koi dolegliwości psychiczne i fizyczne. Najważniejszą cechą melasy zapachowej jest jej różnorodne i wszechstronne zastosowanie w aromaterapii przez inhalacje oraz poprzez zastosowanie rozdrobnionych otrębów trzciny cukrowej jako produktu do masażu i peelingu całego ciała.

## Skład chemiczny
- otręby trzciny cukrowej – 25%
- melasa z trzciny cukrowej – 40%
- naturalne aromaty – 10%
- fruktoza – 15%
- gliceryna – 10%

## Działanie półproduktów
- otręby trzciny cukrowej – złuszcza i usuwa martwy naskórek nadając skórze jedwabistą gładkość
- melasa z trzciny cukrowej – syrop cukrowy stosowany w celu relaksacyjnym podczas masażu ciała
- naturalne aromaty – niweluje napięcie, zdenerwowanie, odpręża, działa kojąco na układ nerwowy organizmu
- fruktoza – utrzymuje wilgotność włosów i skóry, skóra odzyskuje swój naturalny koloryt
- gliceryna – nawilża skórę.

## Aromaty i ich działanie
- różany – antydepresyjnie, łagodząco i bakteriobójczo.  Koi i wzmacnia nerwy.  Jest lekkim afrodyzjakiem.
- goździkowy – rozgrzewa i łagodzi ból. Działa przeciwbakteryjnie, przeciwwirusowo, przeciwgrzybiczo. Niszczy roztocza i pierwotniaki oraz odstrasza pasożyty.
- jabłkowy – chroni, poprawia samopoczucie.
- wiśniowy – działa kojąco, relaksująco na organizm, poprawia krążenie krwi.
- anyż – ułatwia trawienie i zmniejsza napięcie mięśni gładkich (np. Oleum Anisi stellati). Jest stosowany w przypadkach nieżytów dróg oddechowych (składnik preparatu galenowego Spiritus Amonii anisatus) i tabletek Azarina oraz w przemyśle perfumeryjnym i farmaceutycznym.
- cytrynowy – bakteriobójczo,  łagodzi problemy układu krążenia, w tym nadciśnienie tętnicze, poprawia koncentracje
- imbir – przeciwhistaminowa, łagodzi chorobę lokomocyjną
- miętowy – antyseptyczne - w infekcji górnych dróg oddechowych;  wzmacnia organizm; znieczulająco - błonę śluzową żołądka;  drażniąco - zakończenia nerwów zimna.
- pomarańczowy – antydepresyjnie; lekko uspokajające; stymulujące zasypianie
- owoce leśne – działanie relaksujące, odprężające.
- czekolada – działa jako afrodyzjak
- kawa – odświeża i pobudza do działania
- wanilia – pobudza, usuwa zmęczenie, likwiduje senność.